# Now新聞台

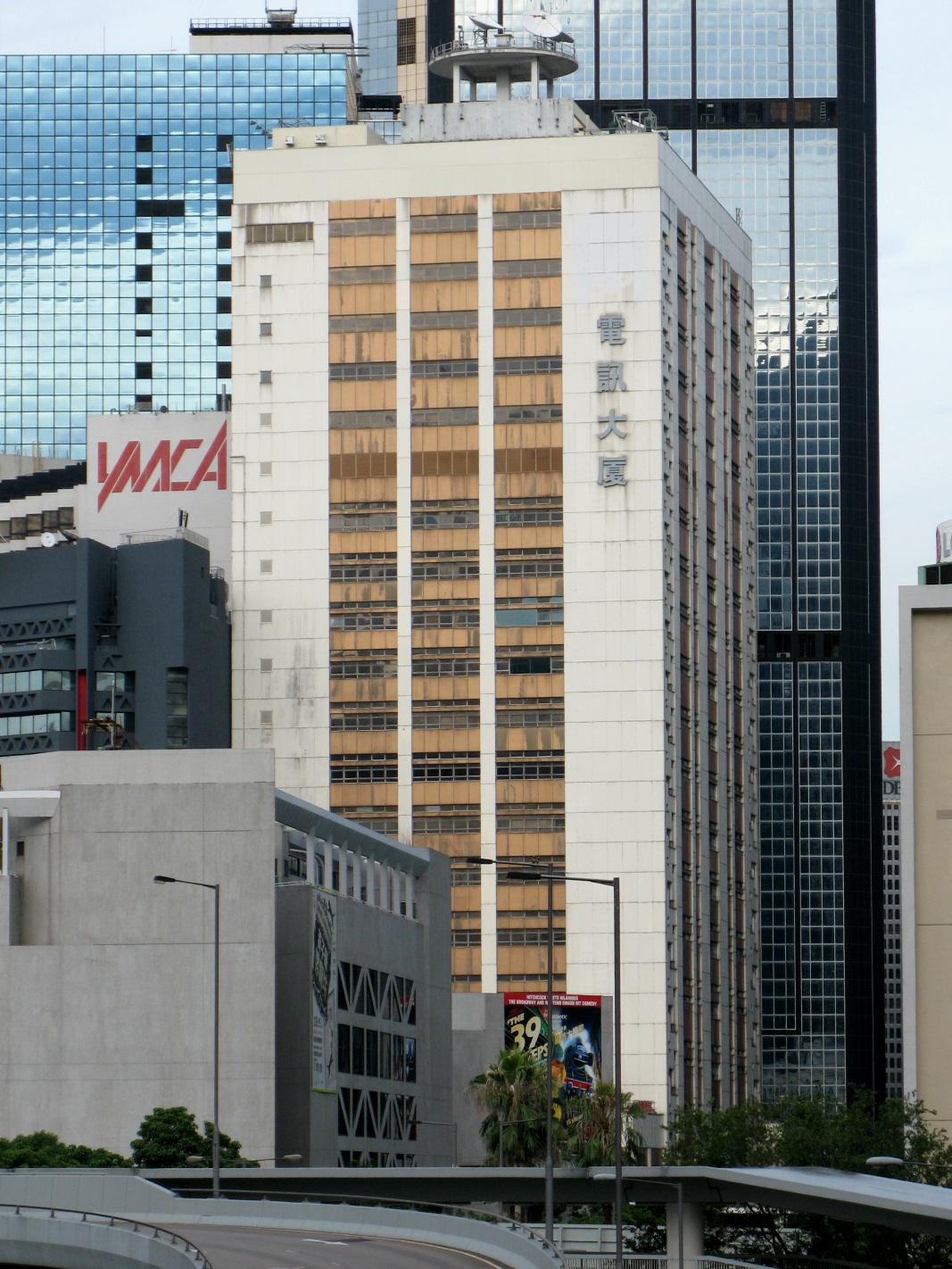
now新聞中心設於灣仔電訊大廈

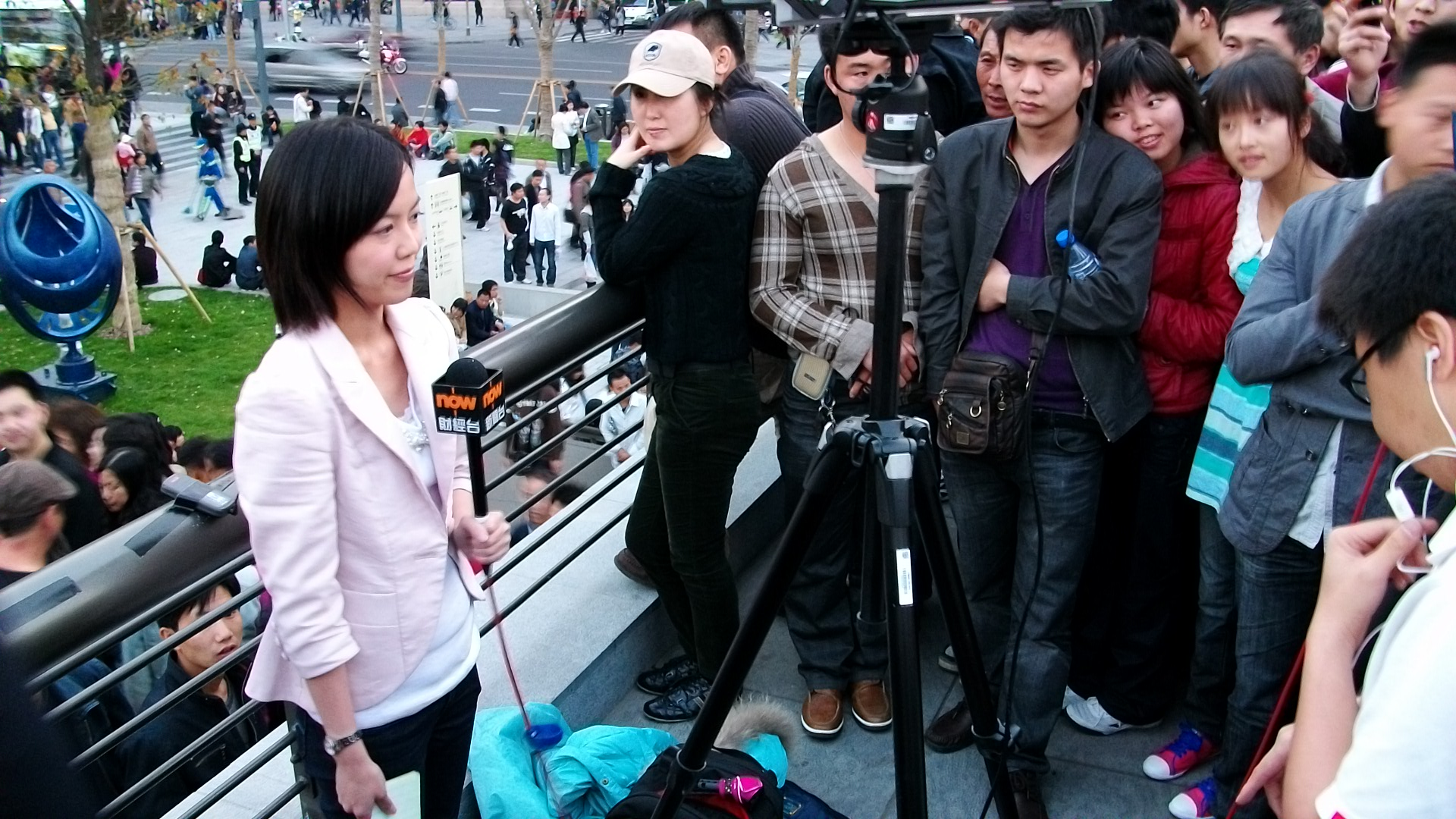
now寬頻電視記者在上海外灘報道有關世博新聞

now新聞台（英語：now News），是香港now新聞轄下的頻道，為香港第5條自製的電視新聞頻道，於2007年10月24日早上6時啟播。now新聞台是24小時的新聞頻道，其新聞中心與now財經台及無綫港島新聞中心同樣位於香港灣仔電訊大廈。有一特別之處值得一提的，是now新聞台於2008年5月27日正式向外公佈其「觀眾報料熱綫」，電話號碼為（852）3656-3452，而電郵為news@nowbnc.com，仿傚有線新聞的「新聞有線人」。
此台與now財經台一樣，大部份拍攝畫面會使用Sony XDCAM拍攝並以Professional Disc媒介儲存，雖然XDCAM支援高清製作，但now新聞及財經台只製作標清節目及高清廣告於其他高清台作廣告用。雖然now新聞及財經台於2015年11月30日升級至16:9製作，但未有同時升級至高清廣播。隨著有線新聞台於2015年底升級高清製作，令now新聞台成為香港最後一個非高清的電視新聞頻道，新聞節目初期在高清的ViuTV播出時需增線至1080i。直至2018年8月13日，now新聞台正式改以高清廣播，象徵著香港電視新聞進入全高清的年代。
now新聞台於2007年10月24日6時正在now TV332頻道啟播，首播節目為《now早晨》。now TV為宣傳首個自製新聞頻道隆重推出，於開播初期安排節目預告頻道（100頻道）同步播放本台節目，所有客戶均可免費試看，而客戶在啟動解碼器後會自動轉至now新聞台（原設定為節目預告頻道）。
now新聞台在收費計劃上來說會是取代24小時亞視新聞台，但於10月24日now新聞台啟播至11月21日24小時亞視新聞台停播期間，原有24小時亞視新聞台的客戶（不論收費或免費）都可同時收看兩個頻道，直至24小時亞視新聞台11月21日停止於now TV播放，上述客戶則會轉為收看now新聞台。
新收費客戶可以「一站式套餐」優惠訂購now直播台（331頻道）、now新聞台（332頻道）及now財經台（333頻道），收費為25港元；客戶亦可只訂購now新聞台，收費為15港元（訂購合約為12個月）；另外，新訂戶月費滿$48的客戶亦可免費收看。
now新聞台（332頻道）現已成為免費頻道，可於其官方網站及應用程式免費收看。另外，此頻道亦於部分香港房屋委員會轄下之公共屋邨電梯大堂的顯示屏播放，畫面下方設有藍底白字的「房屋資訊」走馬燈，以及廣告時段將會被插播政府宣傳片及房委會製作的資訊短片。
頻道之競爭對手為無綫電視旗下的無綫新聞台和有線寬頻開電視旗下的HOY資訊台。

## 管理階層

### 歷任總監
- ？至2020年：張志剛 先生
- 2020年至今：陳鐵彪 先生

### 歷任副總監
- 鄭麗矜 女士

## 頻道歷史
- 2007年10月24日早上6時正，now新聞台啟播，首個播放的節目為《now早晨》。
- 2007年11月21日，隨著亞洲電視的24小時亞視新聞台的停播，now新聞台正式成為了now寬頻電視的重點主打新聞頻道。
- 2008年5月27日向外公佈其「報料熱線」，電話號碼為+852 3656 3452，而電郵為news@nowbnc.com，即跟有線新聞的《新聞有線人》的做法異曲同工。
- 2008年12月，now新聞台啟播一年，首次參選亞洲電視大獎（Asian Television Awards）即以汶川大地震一系列新聞報導奪得《最佳新聞報導》大獎，脫穎而出於各具實力之亞太及香港電視台；且於同月奪得各亞太地區新聞大獎。
- 2010年3月，now新聞台參選1941年起成立的皮博迪獎（The Peabody Awards），以資訊節目《不倒四川》奪獎[1]。
- 2010年11月15日，now新聞台重組晚間播放時段，其中《時事8點鐘》簡化為《now新聞報道》，《大鳴大放》提早於20:30播放，而21:00-21:48的「9點鐘新聞報道」則更名為《時事9點鐘》。
- 2011年7月，於now.com增設新聞影片重溫服務（限香港IP用戶才可收看）。
- 2013年12月24日至12月29日期間，為配合廠景裝修，所有新聞報道節目改為在《採訪手記》環節所用的訪問直播室作為暫用廠景。然而12月27日當日播出的《時事全方位》則在原廠景錄影，並且當日提前至十一點結束。同年12月30日起，全面更換片頭和廠景，而新廠景更加添置梳化供《now早晨》及《時事全方位》主持使用。
- 2014年1月27日起，記者在新聞片段完結前會由「now寬頻電視記者×××報道」，改為說「nowTV記者×××報道」。
- 2015年11月30日起，now新聞台由4:3改為以16:9標清格式廣播[2]，每節新聞亦加上中文字幕。
- 2016年3月31日起，因應ViuTV正式試播，部份新聞時段會與ViuTV聯播。每當八號或以上熱帶氣旋警告信號生效時，每半小時新聞第一節會改為播出《風暴消息》，以便ViuTV每半至一小時會同步播出，第二節起回復正常片頭片尾播出安排。
- 2017年10月23日起，為慶祝now新聞台啟播十週年，使用全新頻道識別畫面、新聞報道節目片頭及名牌（namecard）。而10月24日台慶當日更在Now新聞Facebook專頁及Now直播台直播《政情開P》。
- 2017年11月起，為慶祝now新聞台啟播十週年，新聞台及財經台辦公室開始裝修及改變樓層，包括會提供高清廣播，財經台使用新直播室，及改變財經台舊直播室樓層給新聞台使用。
- 2018年6月14日起，now新聞台及ViuTV於星期一至五18:00-19:30開始公開測試播出高清製作的《now新聞報道》，惟測試只限於虛擬廠景畫面，新聞片段仍然以標清製作。7月23日起，now新聞台原直播廠為高清化最後準備而正式改裝，三部大電視已經移走。原直播廠現只作《時事全方位》節目用，而所有新聞報導由7月21日起暫時改用副直播室作直播。
- 2018年7月31日，now新聞台及財經台推出新兩條宣傳片，使用「踏高.望遠，透視清晰新聞視野」口號 ，宣傳快將升級高清。另使用「新.視野 2018 coming soon ..」宣傳片，宣傳全新now新聞中心及高清服務快將啟播。
- 2018年8月11日至12日，為配合now新聞台高清化之最後準備，所有新聞報道取消使用Shoulder Box（即主播旁邊會顯示一些與該則新聞有關的插圖）及電視機。
- 2018年8月13日起，now新聞台正式由標清升級為高清及標清共享台號頻道，並使用原財經台三樓之樓層作新的now新聞中心及直播室。機頂盒版本資訊列新聞跑馬燈及台徽片首先在凌晨2時正啟用，手機及網上直播則在3時30分啟用，首個播放的高清節目為《Now早晨》。
- 2020年2月3日起，因應疫情，避免多人接觸，now新聞台在晚上播放19:00一節的《Now新聞報道》以及《時事9點鐘》改為一位主播主持，而其餘節目的主播安排正常，但因2020年3月24日早上新聞部有人確診新冠病毒，《Now早晨》在這日開始也改為一位主播主持，雖然在4月6日已經恢復所有安排，但所有新聞也繼續使用單一主播。而19:00一節《Now新聞報道》及《時事9點鐘》曾在2020年10月5日至11月30日恢復兩位主播主持，2020年12月1日起兩個節目再改為一位主播，《Now深宵新聞》同日起於星期六、日及公眾假期改為兩節維持同一主播，進一步避免兩人接觸。

### 傳染病影響
- 2020年3月23日晚上，因新聞部一名男剪接師初步確診感染2019新型冠狀病毒（翌日正式確診感染），位於灣仔電訊大廈三樓的辦公室須關閉24小時進行消毒清潔，約70名員工須即時疏散。Now新聞台需要啟動後備團隊改於六樓工作，23日完成22:00直播時段的《now新聞報道》後，當日22:30至翌日06:00的所有新聞時段都改為錄播22:00新聞時段的《now新聞報道》，當晚《Now深宵新聞》取消，24日至26日改用後備直播室報道新聞，27日才恢復使用三樓的直播室。期間廣播服務維持正常，但部分錄影廠節目被迫暫停，包括《時事全方位》、《時事9點鐘》、《政情》、《環球薈報》、體育主播主持的《體育快訊》、Now財經台《大鳴大放》等，《新聞智庫》及《杏林在線》分別在24日起及30日起取消，另外《Now早晨》縮短至06:00-08:00 [3][4][5]。08:00-09:00改為播映《Now新聞報道》。新聞台全日改為單一主播，日間時段由六點起每兩小時直播一次，晚間只於18:00、21:00及23:00三個時段直播，其餘時段重播；而《Now深宵新聞》則只有23:00直播。不過若有突發新聞，仍會即時改為直播，包括政府疫情記者會等；另在重播時段有最新消息需要更新時，相關報道亦會作修正，而其餘內容均為重播。[6]

## 資訊列及新聞跑馬燈
啟播初期，資訊列及新聞跑馬燈分別於畫面右上方及下方顯示。資訊列底色為半透明至不透明黑色，顯示一項主要指數。新聞跑馬燈分兩行顯示天文台總部溫度及濕度、當時生效警告（熱帶氣旋警告及暴雨警告信號則在畫面左上方顯示）、天色、一項主要指數及台徽，除台徽底色為深藍色（2007年10月24日-2010年9月19日中旬台徽曾以旋轉台徽形式，分別以中文及英文名稱，而now財經台台徽為靜態台徽。而台徽及時間初期分別在最上方和中間顯示，後來改在中間及下方顯示），全行底色為半透明至不透明黑色。下行水平滾動顯示新聞（黑底橙字），右下方顯示時間（底色為紫藍色）。當有特別消息，會於畫面右方以黑底橫字顯示，並標示為「News Alert」。
2010年9月中起，只顯示新聞跑馬燈，於下方並非貼近畫面邊緣，及分兩欄及兩行顯示。新聞跑馬燈左邊顯示台徽及時間，底色為白色至黑色漸變，其中白色集中在右上一點。新聞跑馬燈分兩行顯示，上行顯示兩項指數，底色為半透明黑色。另於右方顯示垂直滾動顯示天文台總部溫度及濕度、當時生效警告（熱帶氣旋警告信號及暴雨警告信號則在畫面左上方顯示）及天色，底色為黑色。下行水平滾動顯示新聞（黑底橙字）。當有特別消息，仍舊會於畫面右方以黑底橫字顯示，並標示為「News Alert」。而當有一系列消息（如風暴消息、施政報告及財政預算案等），會於畫面上方顯示，標題以黃字及藍色半透明底色，相關消息以白字及紅色半透明底色，兩者間以Now TV標誌相隔。
2015年11月30日起，now新聞台改以16:9標清格式廣播後，資訊列及新聞跑馬燈設計完全改變，均並非貼近畫面邊緣。資訊列改為在右上方分兩欄顯示，左方一欄垂直滾動顯示當時生效警告以及溫度、或以上天文台總部最高或最低氣溫、濕度（熱帶氣旋警告信號及暴雨警告信號則在資訊列左邊顯示），底色為深藍色；右方一欄顯示時間，底色為橙色。新聞跑馬燈左邊顯示台徽，底色為藍色，並再次以中文及英文名稱顯示。而新聞跑馬燈水平滾動以深藍底橙字顯示新聞。新聞跑馬燈右上方顯示兩項主要指數，而非港股交易日及星期六、日則只顯示一項主要指數或匯率，並與新聞跑馬燈並排。當有特別消息，仍舊會於畫面右方以黑底橫字顯示，並標示為「News Alert」。而當有一系列消息，會於畫面上方顯示，標題以黑底黃字或圖示顯示，相關消息以黃底黑字。2016年4月起亦以該方式於星期一至五港股交易日06:00-09:30顯示「早晨快訊」，提供天氣預測、重點新聞及當日將發生的事項。
2018年8月13日之前，播映贊助節目期間，可能因技術問題，資訊列及新聞跑馬燈暫時未能顯示，會於畫面左上方顯示台徽。
2018年8月13日凌晨2時23分起，now新聞台改為以高清廣播後，資訊列及新聞跑馬燈亦改變。台徽改為在畫面左上方，而天氣及時間資訊列改為在主要指數及匯率下方顯示（2020年起，Now新聞網站的直播信號則不會顯示主要指數及匯率），而新聞跑馬燈改為垂直拉動，但熱帶氣旋警告及暴雨警告信號在右上方顯示。
2022年9月19日起，資訊列稍為改動位置，並以深藍色底色為主。天氣資訊列在右上角顯示，垂直滾動顯示天文台錄得之溫度和濕度，以及天色和生效警告（熱帶氣旋警告、暴雨警告信號及勞工處的工作暑熱警告在天氣資訊列左方顯示）。主要指數和匯率（Now新聞直播網站不會顯示指數及匯率）及時間資訊列仍在右下方顯示，惟時間資訊列增加顯示當日日期，並以白色為底色。而新聞跑馬燈仍舊在下方顯示。
當重大災難性事件發生或重要人物逝世後，台徽會暫時灰階化作哀悼，包括2008年5月19日至21日（汶川大地震全國哀悼日）、2010年8月26日（馬尼拉人質事件全港哀悼日）、2012年10月2日至6日（哀悼南丫海難死難者）、2022年11月30日晚上至12月6日（悼念江澤民）、2023年11月2日（悼念李克強）。

### 特別資訊畫面結構
2019年7月尾起，當遇上重大新聞事件時，會採用類似彭博電視畫面結構，左上方大視窗仍播出新聞；右方顯示相關消息（包括機構特別安排及交通消息等）；新聞視窗下面顯示各區情況或相關數據；下方顯示天色、天氣警告、溫度、時間及垂直拉動形式顯示主要新聞。實際顯示種類會因應不同新聞事件會有所調整。例如在香港天文台預告發出八號信號後至取消八號或以上信號，且與Now財經台聯播期間，下方滾動顯示天文台在各區設立的網絡攝影機所拍之實時影像或各氣象站風速數據。右下方則連續顯示熱帶氣旋路徑、華南沿岸衛星雲圖及本港雨量分佈；2019年8月5日及11月中旬反修例示威觸發香港三罷行動，當日上午7時至下午6時也會做使用上述形式顯示交通及示威情況，下方則以細窗播放各區交通畫面，而右下方有需要時會直播示威現場或記者會。另外香港區議會、立法會換屆選舉、美國及台灣總統大選投票完結後也以此方式顯示點票情況及議會席位分佈。2020年COVID-19肆虐期間，新聞台曾於2月5日至20日以此播報最新疫情，包括香港以至全球各地的確診及死亡宗數，ViuTV由同年2月11日的《6點新聞報道》開始則全屏幕播新聞同時在下面加設「疫情消息」跑馬燈，內容與Now新聞台畫面上方顯示的消息相同。ViuTV及Now財經台在聯播時通常只會全屏幕播新聞（香港議會選舉及美國大選除外）。而《2019年度施政報告》及《2020/21年度財政預算案》公佈後亦以此方式顯示相關消息。其中，2019《全方位睇施政報告》，右方顯示觀眾對施政報告的意見。

## 新聞報導
星期一至五公眾假期播放時間不在以下列出。
八號或以上熱帶氣旋警告信號生效時，每半小時新聞第一節會改為播出《風暴消息》。逢區議會一般選舉及立法會換屆選舉投票日投票時段的每半小時新聞第一節會改為播出選舉快訊。
- 《now早晨》（Morning Now）
- 《now新聞報道》（Now News）
- 《now午間新聞》（Now Noon News）
- 《now深宵新聞》（Now Late News）

## 新聞節目
- 《時事全方位》駐台時事評論員許楨（星期一及三）／尹志強（星期二）／羅永聰（星期四）／潘少權（星期五）與Now新聞經驗較資深的其中一位主播並每一個月換主播[註 1]（如當日相關主播被調到財經台任主播則由其他經驗較資深的主播頂替）一起主持的時事節目，與學者、官員、議員，不同立場人士就具爭議性的話題及政府政策，深入討論，剖析背景，讓觀眾可以更加深入了解事件，電視觀眾可致電1833298參與討論。由2011年3月7日起，環節節目《環球薈報》從節目中分拆出來並獨立播放。而2015年5月4日起亦停止進行「now互動民調」。
- 《中國評論》主持人會視像連線中國評論員張少威／潘少權／阮紀宏，就內地熱門議題進行分析及討論。
- 《世味天下》從全球報章中揀選特別的時事報道，有趣的花邊新聞，助觀眾擴闊視野。此節目前身為《環球薈報》。
- 《體育快訊》
- 《首都專線》
- 《世界天氣》以圖表形式列出各大城市天氣及氣溫。
- 《氣象冷知識》節目由香港天文台製作，以增強公眾對氣象的認識，並希望藉此提升市民的防災意識。
- 《天氣報告》天文台科學主任講述天氣預報。
- 《杏林在線》
- 《經緯線》
- 《大鳴大放》
- 《樓市每日睇》由Now財經台製作。
- 《理財有方》由Now財經台製作。
- 《潮玩科技》（Tech Biz）或《碳中和》由Now財經台製作。

### 足球賽事精華
- 賽事精華片段由Now Sports提供。
- 《英超戰報》（EPL Highlight）、《西甲戰報》（LaLiga）
- 《歐聯戰報》
- 《歐霸戰報》

## 曾播映節目
- 《時事8點鐘》（News at 8）
- 《說三道四》
- 《國際評論》
- 《文藝館》
- 《愛護動物》
- 《Music Hub》
- 《美術館》
- 《讀書好》
- 《大鳴大放》
- 《英超戰報》（BPL Highlight）
- 《英超Goal Goal Goal》（BPL Goal Goal Goal）
- 《西甲Goal Goal Goal》（LaLiga Goal Goal Goal）
- 《文化多面睇》（Culture Club）
- 《電影館》（Film Critic）
- 《新聞極客》
- 《以讀供讀》（Reading Explorer）
- 《環球穿梭》
- 《交通消息》
- 《英超英文堂》
- 《時事9點鐘》（News at 9）
- 《政情》
- 《環球薈報》薈集全球各大報章頭條新聞，揭示不同國度觀點，了解各地不同文化差異。初期循now財經台隨美股交易日在17:00至19:00《now新聞報道》內第三部分由兩位（其中一位當值）主播共同主持，以輕鬆手法講述。2024年4月起被《世味天下》取代播出。

### 特備節目
- 年度大事回顧
- 《行政長官答問會》
- 《人大開幕》
- 《施政報告》
- 《施政論壇》
- 《財政預算案》
- 香港大型煙花匯演，包括賀歲煙花匯演、國慶煙花匯演及回歸煙花匯演
- 《奧運中華》2008年
- 《不倒？！四川》
- 《六四．廿週年》
- 《建國六十年》
- 《雙城》（共兩集）2010年
- 《香港貧窮問題》（共四集）2010年
- 《日本大地震之核危機》
- 《日本大地震之世紀災情》
- 《重返災區》
- 《血‧礦》
- 《奴‧工》
- 《門常開》
- 《走進鐵幕》
- 《中國人民》（共五集）
- 《佔領大事記》
- 《抗戰勝利七十周年》
- 《抗戰勝利七十周年閱兵》
- 《2016台灣大選》
- 《建國70年大閱兵》
- 《抗疫一分鐘》、《專家一分鐘》、《疫苗追蹤》、《抗疫All in One》
- 《美國大選2020》
- 《邁進北部都會區》（共七集）
- 《慶祝香港回歸二十五周年大會暨第六屆政府就職典禮》
- 《前國家主席江澤民追悼大會》
- 《承先啟後國慶75》
- 《美國大選2024特備節目》
- 《美國總統就職典禮》（2025年）
- 《英格蘭超級聯賽：水晶宮 對 阿士東維拉》（2025年2月26日）

### 香港選舉系列
- 《2008立法會選舉論壇》
- 《區選論壇》（共四集）
- 《2012行政長官選舉辯論》
- 《2012立法會選舉論壇》
- 《政改有偈傾》
- 《區議會選舉》
- 《區議會新兵》
- 《立法會新界東選舉論壇》
- 《2016立法會選舉論壇》
- 《2016立法會選舉 點票直撃》
- 《2017行政長官選舉辯論》
- 《區選論壇》
- 《區議會2019選舉》
- 《2021 立法會選舉論壇》
- 《2022行政長官選舉答問會》

## 獎項
- 2009年12月，now新聞台參選亞洲電視大獎（Asian Television Awards），以資訊節目《六‧四廿週年》奪得《最佳紀錄片節目》（30分鐘或以下）大獎[8]。
- 2013年7月30日，now新聞台憑兩篇報道，包括揭露美容院以誤導手法推銷醫學美容，以及率先披露星級假期分店結業，分別獲第十三屆消費權益新聞報道獎電視新聞組的金獎及銀獎[9]。
- 2014年7月18日，now新聞台憑兩篇報道，包括DR負責人涉嫌借屍還魂繼續經營醫學美容生意，以及商品說明條例系列報道，分別獲第十四屆消費權益新聞報道獎電視新聞組的銀獎及優異獎[10]。
- 2016年7月19日，now新聞台憑《新聞極客》兩篇報道，包括有關非接觸式信用卡資料容易被外洩，以及網上違例售賣自製食品執法寬鬆，分別獲第十六屆消費權益新聞報道獎電視新聞組的金獎及銀獎[11]。
- 2016年9月11日，now新聞台參選第五屆張國興傑出青年傳播人獎，以資訊節目《中國人民》系列中「癌症村」兩集節目分別奪得新聞組別的金獎及銀獎[12]。
- 2017年2月13日，now新聞台憑《新聞極客》信用卡洩私隱報道，獲首屆恒生管理學院商業新聞獎最佳財經新聞獎、電視新聞組的銀獎[13]。
- 2017年5月13日，now新聞台憑《經緯線》的「刀鋒上的公義」一集奪得第21屆人權新聞獎中文廣播傳媒大獎[14]。
- 2017年7月31日，now新聞台憑《新聞極客》兩篇報道，包括香港人在深圳注射肉毒桿菌後出事，以及工廈劏房越劏越豪華，分別獲第十七屆消費權益新聞報道獎影像組別兩項優異獎[15]。
- 2018年12月1日，now新聞台憑《經緯線》的「向上爬」一集奪得香港浸會大學第六屆張國興傑出青年傳播人獎－影音製作紀錄片組優異獎[16]。
- 2019年3月31日，now新聞台憑《經緯線》的「掩埋的真相」一集第十屆金堯如新聞自由獎－電台電視組優異獎。[17]
- 2020年4月23日，now新聞台憑《經緯線》的「同路人」、「元朗黑夜」及「蝨禍」三集節目在2020年紐約電影電視節分別獲最佳公共事務節目銀獎、最佳公共事務節目優異獎及紀錄片（社會議題）優異獎[18]。
- 2020年5月6日，Now新聞台憑「811警暴真相」系列報道，獲得《第24屆人權新聞獎》短片組別優異獎。[19]
- 2020年6月5日，Now新聞台憑《經緯線》的「警．捕」一集獲得2020年皮博迪大獎優異獎。[20]
- 2021年1月16日，Now新聞台憑《經緯線》的「同路人」及「蝨禍」兩集節目分別獲得第25屆亞洲電視大獎最佳紀錄片及最佳社會關注節目優異獎。[21]

## 爭議
- 2020年6月18日，新聞及財經組資訊台開台功臣之一、電視新聞及財經資訊首席副總裁張志剛在同年8月底退休。電訊盈科宣布委任原本已退休，曾在無綫新聞任職中國組主管的陳鐵彪，接任新聞及財經資訊主管。
- 2020年8月27日，民主派呼籲全城齊穿黑衣抗議，表達對警方在去年7月21日元朗襲擊事件，以涉嫌暴動等罪名拘捕立法會議員林卓廷在內共 13 人的不滿。不過任職Now新聞台的消息人士表示，新上任的新聞台首席副總裁兼部門主管陳鐵彪，向記者和主播下達指示，指「明天有黑衣抗警謊活動，請勿穿黑衣出鏡。」消息人士認為情況罕見。[22]
- 2020年9月，多間媒體報道民建聯主席李慧琼將加入政論節目《大鳴大放》擔任其中一名主持。新聞及財經資訊主管陳鐵彪在員工溝通會上聲稱她擔任主持後，聲稱可加強該台的民生內容，同時或可以邀約到現時「約唔到的嘉賓」，有關說法引起部分記者和外界質疑。到同年10月9日，李慧琼發聲明證實早前曾經答允陳鐵彪的邀請，以嘉賓主持身份參與《大鳴大放》節目，但因為陳鐵彪認為社會出現一些有意或無意之揣測攻擊，加上陳同佳案中死者潘曉穎母親拒絕讓Now新聞台獲得錄音錄影片段後，已暫緩有關邀請。[23]
- 2020年10月，先後發生兩單被指偏頗並親黨媒化的報導，10月23日：於新聞報導中，特別吹棒立場親華的美國總統大選候選人祖·拜登，只集中報導其抨擊另一位候選人當勞·特朗普的部分長達41秒，並對拜登兒子亨特·拜登收受中國利益醜聞與特朗普反攻的部分隻字不提；10月24日：清華大學工業工程系系主任申作軍及地球系統科學系主任宮鵬獲推薦任香港大學副校長，而申作軍是學系的黨委委員，清華大學已經刪除有關資料。教育界立法會議員葉建源關注黨員新聞會否影響大學工作、做法或方向，對香港大學學術自由有所影響。其後now在網頁版及應用程式。刪除有關報道，但Yahoo仍有保留。根據立場新聞報道，新聞部主管陳鐵彪下令重新剪輯該節新聞。陳鐵彪僅稱是正常編輯改動及報道不適合，但沒有詳細交代原因。[24]
- 2021年5月12日，警務處國安處處長蔡展鵬因光顧無牌按摩店，休假接受調查，Now新聞清晨已有相關報道，但Now新聞部主管陳鐵彪要求將涉及蔡展鵬的新聞下架，等待警方正式公布。[25]
- 2021年7月19日，新聞台開台元老、副總裁鄭麗矜請辭，她用手機短訊向同事透露為今年新聞界屬於「最風雨飄搖的日子」，認為「離開是理性的決定」，對now新聞台的員工仍然能站穩崗位堅守專業，形容「成績表是屬於大家的」。她又形容自己的工作「有血有汗，有笑有淚」，以及「曾經擁有，無悔無憾」。[26]同日，now新聞總主播徐蕙儀亦已辭職。新聞部員工稱，自無綫新聞部前高層陳鐵彪在2020年空降接任now新聞及財經資訊主管後，鄭麗矜於港聞組、節目《時事全方位》及《經緯線》上，不時與陳鐵彪有爭論，當中包括陳鐵彪要求撤換《時事全方位》負責主持節目的彭晴和智庫研究員馮智政，指馮沒有按照要求譴責港大學生會評議會動議悼念梁健輝。[27]而陳鐵彪要求停播警方國安處長蔡展鵬光顧無牌按摩店的新聞，經採主爭論和鄧炳強將會見傳媒後，才能播出報導。而《經緯線》最近一輯有關移民英國的〈英倫香港人〉報道，陳鐵彪要求刪除受訪者提及因《港區國安法》而移民。消息指鄭麗矜辭職後，部分員工亦醞釀集體辭職，包括部分新聞部管理層人員。[28]
- 2021年8月20日，節目《時事全方位》再有人事變動，彭晴在其facebook透露主持王慧麟已經離職。她讚揚王慧麟能夠深入淺出解釋概念，並附上標籤「有你在的才是時事全方位」。[29]而彭晴亦在同年9月自行請辭。
- 2022年3月16日，記者在疫情記者會問及如果病人在治療期間投訴內地醫護，或不幸遇上醫療事故，應如何投訴，並要求醫管局交代投訴流程。有關問題其後被建制團體和人士圍攻和起底。團體「香港政研會」在網上發動聯署，指出有關提問散播仇恨，更稱可能觸犯《港區國安法》，要求馬上解雇涉事記者。全國政協副主席梁振英在其facebook形容女記者「不是腦袋出了問題，就是心術不正」。《大公報》亦報導事件，形容記者「惹公憤」。內地網民在微博稱該名記者是「黑記」，「為反對而反對」。《Now新聞台》其後發出道歉聲明，並指出「我們非常感謝中央和內地的無私支援」。而香港記者協會對記者受攻擊感擔憂，對Now新聞台發出道歉聲明表示遺憾，指出在新聞學上該提問及報道並沒有犯錯，同時有公共價值，憂慮會加劇編採人員自我審查。同時呼籲“各界切勿在無憑據下，臆測新聞工作者的動機和政治立場。”[30]據悉該記者被口頭警告，網上亦流傳Now新聞部主管陳鐵彪內部會議錄音，指出提問的記者沒有把握好自己對醫護和中央援港的態度，認為有群記者「價值觀不對」，「立場有問題」。[31]記者反駁自己身為記者，本身職責是代表市民發問。而陳鐵彪稱目前的民意是如何減少死亡病例。[32][33]
- 2022年9月12日，英女皇伊麗莎伯二世在9月8日逝世後，英國駐港總領事館設置弔唁冊供香港市民弔唁，連日有大批市民前往領事館在弔唁冊簽名及獻花悼念女皇，在9月12日中秋節翌日假期更需要排隊3小時以上，隊列排到香港公園內，並伸延到茶具文物館，排隊的市民有不少是長者及一家人，NOW新聞台記者訪問排隊等候弔唁的市民[34]，其中一位受訪者鍾太稱：「我要紀念這偉大的領袖，你看看有那麼多人，這就是民心所向」[35]，NOW新聞台播出採訪片段，《NOW新聞》 Facebook專頁也有相關新聞連結，這篇帖文獲得讀者大量讚好，但半小時後帖文被刪除，採訪視頻亦被刪剪，移除鍾太的受訪片段，之後相關的新聞網頁更被清空，但仍可在網絡尋獲該篇報導的痕跡[36]。傳媒報導是當日正在休假的NOW新聞主管陳鐵彪因為前往悼念女皇的人太多及受訪者提到「民心所向」而直接下令刪除新聞及網上帖文[37]。

## 外部連結
- Now.com
- now新聞台
- now新聞台、直播台網上直播
- YouTube上的now新聞台、財經台頻道
- Now.com的Facebook專頁
- now新聞台的Facebook專頁